# Вецауцская волость
Вецауцская волость (латыш. Vecauces pagasts) — одна из территориальных единиц Добельского края. Находится на Земгальской равнине Среднелатвийской низменности.
Граничит с городом Ауце, Ильской, Лиелауцской, Витинской и Бенской волостями своего края.
Состоит из двух частей, меньшая из которых включает в себя бывшую сельскую территорию города Ауце. Наиболее крупный населённый пункт — село Вецауце.

## История
В 1935 году территория Вецауцской волости Елгавского уезда составляла 132 км², на ней проживало 2469 человек.
В 1945 году в волости были образованы Кевелский, Вецауцский и Витинский сельские советы. В 1949 году произошла отмена волостного деления и Вецауцский сельсовет вошёл в состав Ауцского района.
В 1954 году к Вецауцскому сельсовету была присоединена территория ликвидированного Кевелского сельсовета. В 1957 году Вецауцский сельсовет был ликвидирован и составил сельскую территорию города Ауце. В 1959 году они были включены в Добельский район. В 1965 и 1975 годах был проведён ряд обменов территориями с некоторыми из соседних сельсоветов.
В 2009 году, по окончании латвийской административно-территориальной реформы, город Ауце со своей сельской территорией вошёл в состав Ауцского края, при этом сельская территория составила отдельную административную единицу. В 2010 году из неё была образована Вецауцская волость.
В 2021 году в результате новой административно-территориальной реформы Ауцский край был упразднён, а Вецауцская волость была включена в Добельский край.